# Medasina lasiochora
Medasina lasiochora är en fjärilsart som beskrevs av Louis Beethoven Prout 1927. Medasina lasiochora ingår i släktet Medasina och familjen mätare. Inga underarter finns listade i Catalogue of Life.